# Zach Filkins
Zachary Douglas Filkins (sinh ngày 15 tháng 9 năm 1978) là một nhạc sĩ và nhạc sĩ người Mỹ. Anh là nghệ sĩ chơi guitar cho ban nhạc pop rock OneRepublic.

## Tiểu sử

### Tuổi thơ
Một phần đáng kể thời thơ ấu của Filkins đã được dành cho việc học guitar cổ điển ở Barcelona, Tây Ban Nha. Anh học trường trung học Christian Springs ở Colorado Springs, Colorado, nơi anh chơi cho đội bóng đá của trường. Chính tại trường trung học, anh đã gặp người bạn cùng nhóm tương lai Ryan Tedder trong năm cuối cấp của họ. Trong một lần lái xe về nhà, Filkins và Tedder đã thảo luận về các nhạc sĩ yêu thích của họ và quyết định thành lập một ban nhạc. Họ bắt đầu biểu diễn trong một nhóm có tên 'This Beautiful Mess' với một số bạn bè của họ, chơi những hợp đồng nhỏ được bạn bè và gia đình tham dự. Sau khi kết thúc năm cuối, Tedder và Filkins chia tay nhau, mỗi người theo học các trường đại học khác nhau.

### Đời tư
Năm 2010, Filkins và vợ, Lindsay, có một con trai. Anh công khai cảm ơn và ghi nhận công sức của cô trong phần ghi chú trong album đầu tay của OneRepublic, Dreaming Out Loud. Filkins nói tiếng Tây Ban Nha trôi chảy.

## Sự nghiệp

### Làm người mẫu
Trước khi chuyển đến Los Angeles và bắt đầu OneRepublic, Filkins đã làm việc như người mẫu nghiệp dư ở Chicago. Anh làm người mẫu dưới quyền công ty quản lý Maximum Talent Agency và được lên hình trong một vài quảng cáo thương hiệu như trên Covington và J Racer underwear. Hình ảnh cơ thể của anh vẫn có thể được nhìn thấy trên một số gói hàng của J Racer underwear.

### OneRepublic
Filkins chơi guitar, viola và hát giọng hát nền cho ban nhạc. Ngoài guitar và giọng hát nền, anh còn giúp đỡ người bạn và đồng sáng lập, Ryan Tedder, bằng văn bản và sáng tác nhạc cho ban nhạc. Filkins chia sẻ việc viết và soạn các khoản tín dụng cho các bài hát "All Fall Down", "Prodigal", " Say (All I Need) ", "Sleep", "Something's Not Right Here", " Stop and Stare ", "Tyrant" và "Won't Stop".